# Zwischenwert
Der Zwischenwert ist ein Begriff des deutschen Steuerrechts, der vor allem bei der Umwandlung von Bedeutung ist. 
Bei der Umwandlung (Verschmelzung, Spaltung (Recht), Formwechsel oder Einbringung) von Unternehmen sieht das Umwandlungssteuergesetz vom Grundsatz den Ansatz des gemeinen Wertes (§ 9 Bewertungsgesetz, als höchstmöglichen Wert) vor. Unter bestimmten Voraussetzungen ist auch ein Ansatz des Buchwertes oder jedes Wertes dazwischen zulässig. Dies ist der sog. Zwischenwert.
Dessen Ansatz ist in
- § 3 Abs. 2 UmwStG
- § 11 Abs. 2 UmwStG
- § 20 Abs. 2 Satz 2 UmwStG
- § 21 Abs. 1 Satz 2 UmwStG sowie in
- § 24 Abs. 2 Satz 2 UmwStG

geregelt.
Die Regelungen ermöglichen es, Betriebsvermögen mit einem beliebigen Wert innerhalb der Begrenzungen durch Buchwert und gemeinem Wert anzusetzen. Ein Ansatz zu Zwischenwerten schafft auf der einen Seite Raum für zukünftige Abschreibungen, ohne auf der anderen Seite eine vollständige Aufdeckung stiller Reserven zu erzwingen. Dies kann im Einzelfall bei der steuerlichen Gestaltung von Verschmelzungen oder vergleichbaren Transaktionen zu Steuervorteilen führen. Beispielsweise kann ein bestehender Verlustvortrag unter Berücksichtigung der Mindestbesteuerung zielgenau genutzt werden, während er nach Umwandlung in aller Regel nicht mehr nutzbar ist.
Bis zum Inkrafttreten des SEStEG (Gesetz über steuerliche Begleitmaßnahmen zur Einführung der Europäischen Gesellschaft und zur Änderung weiterer steuerrechtlicher Vorschriften) (vom 7. Dezember 2006, BGBl. I, S. 2782, ber. 2007 I, S. 68) sah das Umwandlungssteuergesetz von 1995 den Buchwert als Regelansatz vor. Alternativ konnte u. U. statt des gemeinen Wertes der Teilwert oder ein Wert dazwischen gewählt werden.
Der Begriff des Zwischenwertes wird mitunter auch im Kontext der steuerbilanziellen Bewertung, insbesondere bei einer außerordentlichen Abschreibung nach § 6 Abs. 1 EStG verwandt. Hierbei gilt der Ansatz eines Zwischenwertes, eines Wertes zwischen den (fortgeführten) Anschaffungs- und Herstellungskosten und dem niedrigeren Teilwert, als unzulässig.